# Крістіан Шмідт
Крістіан Шмідт (нім. Hans Christian Friedrich Schmidt; нар. 26 серпня 1957, Обернцен) — німецький політик, член ХСС. Верховний представник щодо Боснії й Герцеговини з 1 серпня 2021 року. Федеральний міністр продовольства і сільського господарства Німеччини з 17 лютого 2014 року до 14 березня 2018 року. У 2005—2013 роках був парламентським статс-секретарем при федеральному міністерстві оборони Німеччини, після виборів в Бундестаг 2013 року до призначення міністром обіймав посаду парламентського статс-секретаря при федеральному міністерстві економічного співробітництва та розвитку Німеччини.

## Біографія
Крістіан Шмідт народився в родині пекаря. Отримавши атестат зрілості в 1976 році, Крістіан Шмідт відслужив в армії і з 1977 року вивчав юриспруденцію в Ерлангені і Лозанні. У 1974 році Шмідт вступив в Молодіжний союз і ХСС. У 1980—1982 роках був головою районного відділення Молодіжного союзу в Нойштадт-ан-дер-Айш, а в 1982—1991 роках очолював окружне відділення Середньої Франконії. Здав перший державний іспит на юриста в 1982 році, другий — в 1985 році. З 1985 року отримав допуск до адвокатської роботі.
У 1989—1993 роках і знову з 1999 року Крістіан Шмідт входить до складу земельного правління ХСС. У 1999—2009 роках очолював районне відділення партії в Фюрті. З 8 жовтня 2011 року Крістіан Шмідт займає пост заступника голови ХСС і відповідає за питання зовнішньої та європейської політики, а також безпеки і підтримує контакти з дружніми партіями в рамках Європейської народної партії. Шмідт займається відносинами ХСС з Ізраїлем, Хорватією, Австрією, США та Великою Британією. Крістіан Шмідт є депутатом бундестагу з 1990 року.
З 23 листопада 2005 року Крістіан Шмідт обіймав посаду парламентського статс-секретаря в федеральному міністерстві оборони. У третьому кабінеті Ангели Меркель в 2013 році Крістіан Шмідт перейшов статс-секретарем в федеральне міністерство економічного співробітництва та розвитку. 17 лютого 2014 року Крістіан Шмідт став наступником Ганса-Петера Фрідріха на посаді федерального міністра продовольства і сільського господарства.
24 жовтня 2017 року одержав на додаток другий міністерський портфель — транспорту і цифрової інфраструктури.
14 березня 2018 року сформовано четвертий уряд Меркель, в якому Шмідт не отримав ніякого призначення.
27 травня 2021 року призначений Верховним представником щодо Боснії і Герцоговини, обійняв посаду 1 серпня 2021 року. Росія виступила проти його призначення.

## Особисте життя
Крістіан Шмідт одружений, у подружжя є дві дочки.